# Lee Goodman
Lee Goodman (* 24. September 1923 in New York; † 6. Februar 1988 in Manhattan, New York) war ein US-amerikanischer Filmproduzent und Schauspieler, der 1951 für den Dokumentarfilm With These Hands für einen Oscar nominiert war.

## Leben
Goodman  besuchte die Juilliard School of Music. Nach seiner Zeit bei der Army (er war in der Fliegerstaffel) überzeugte ihn Jack Arnold, mit dem er befreundet war, davon, in die Wirtschaft zu gehen und Werbefilme zu drehen. Gemeinsam mit Arnold gründete er die Produktionsgesellschaft Promotional Film Company, die sich auf Industriefilme spezialisierte. Von 1949 bis 1954 widmete er sich dieser Tätigkeit vor allem als Regisseur. Von 1955 bis 1957 war Goodman Direktor von Screen Gems sowie von 1958 bis 1962 Direktor und leitender Vizepräsident von Filmways. Von 1963 bis 1966 war er Direktor von Sara Productions und Rose Magwood und von 1968 bis 1975 Chefredakteur für St. Regis Publications, bevor er sich 1968 in den Ruhestand verabschiedete.
Goodman, der in verschiedenen Sparten tätig war, trat zum Beginn seiner Karriere mit seinem Partner James Kirkwood Jr., Sohn des Schauspielers und Regisseurs James Kirkwood, unter dem Namen Goodman und Kirkwood in verschiedenen Nachtclubs und in einigen Filmen auf. Einer ihrer bekanntesten Sketche war Toast of the Town, der 1948 zum Titel einer Fernsehserie wurde.
1951 erhielt Goodman zusammen mit Jack Arnold eine Oscar-Nominierung in der Kategorie „Bester Dokumentarfilm“ für das Filmdrama With These Hands mit Sam Levene, Arlene Francis und Joseph Wiseman in den Hauptrollen. Der Film stellt die Leistungen von Gewerkschaften in den Mittelpunkt, die für die Belange der Arbeiter eintreten. Der Oscar ging jedoch an Ralph Alswang, Robert J. Flaherty und Robert Snyder und den Film The Titan: Story of Michelangelo, der sich mit Leben und Werk des Malers, Bildhauers, Architekten und Dichters Michelangelo beschäftigt.
In dem oscarnominierten Filmdrama von Douglas Sirk Solange es Menschen gibt (1959) hatte Goodman eine kleine Rolle als Fotograf. Auch seine Mitwirkung in einer Filmkomödie von Jack Arnold Junggeselle im Paradies (1961) war auf eine winzige Nebenrolle beschränkt. In beiden Filmen spielte Lana Turner die weibliche Hauptrolle. Neben Arbeiten fürs Fernsehen, wie beispielsweise die Fernsehserie um ein sprechendes Pferd Mr. Ed, Die Addams Family oder The Magnificent Yankee, war Goodman in den 1960er-Jahren in seiner Heimat auch als Sprecher für Ralston Purina, einen Konzern für Tiernahrung, bekannt. Die musikalische Komödie Damn Yankees von 1967, die für einen Primetime Emmy nominiert war, war seine letzte Fernseharbeit.
Goodman war von 1957 bis 1978, ihrem Tod, mit Sonya Arcone verheiratet. Er starb zehn Jahre nach seiner Frau an den Folgen einer Tuberkuloseerkrankung.

## Filmografie
Produzent
- 1949: Our Union (Kurz-Dokumentarfilm; Co-Produzent)
- 1950: ILGWU's 50th Anniversary Golden Jubilee Convention (Kurz-Dokumentarfilm; Co-Produzent)
- 1950: With These Hands (Produzent)

Schauspieler
- 1948: Toast of the Town (Fernsehserie; als Goodman and Kirkwood)
- 1950: The Chevrolet Tele-Theatre – Three Smart Girls (Fernsehserie)
- 1951: General Electric Guest House (Fernsehserie; als Goodman and Kirkwood)
- 1953: Studio One – Confessions of a Nervous Man (Fernsehserie)
- 1955: Kraft Television Theatre – Meet a Body (Fernsehserie)
- 1955: Max Liebman Spectaculars – Heidi (Fernsehserie)
- 1955: The Great Waltz (Fernsehfilm)
- 1956, 1958: Ihr Star: Loretta Young (Fernsehserie, 2 Folgen)
- 1959: Solange es Menschen gibt (Imitation of Life)
- 1960: The Many Loves of Dobie Gillis (Fernsehserie, 2 Folgen)
- 1961: Junggeselle im Paradies (Bachelor im Paradise)
- 1962, 1963: Mr. Ed (Mister Ed, Fernsehserie, 3 Folgen)
- 1964: Die Addams Family – Morticia, the Matchmaker (The Addams Family, Fernsehserie)
- 1965: The Magnificent Yankee (Fernsehfilm)
- 1967: Damn Yankees! (Fernsehfilm)

## Auszeichnung
- 1951: Oscarnominierung für With These Hands
  - zusammen mit Jack Arnold